# Сидоренко, Виктор Борисович
Виктор Борисович Сидоренко (15 июня 1930 (по другим данным — 1 января 1926), Ростов-на-Дону, РСФСР, СССР — 6 августа 1996, Челябинск, Россия) — советский и российский вор в законе по прозвищу Кукла, один из самых уважаемых воров преступного мира СССР, проведший в местах лишения свободы в общей сложности около 40 лет жизни.

## Биография

### Детство, юность и судимости
Виктор Борисович Сидоренко родился 15 июня 1930 года в Ростове-на-Дону в украинской семье.
В 1947 году был впервые осуждён по ст. 245 пункт «в» УК Белорусской ССР за самовольное оставление воинской части на 5 лет. Освободился в середине 1951 года. Новый срок получил 12 декабря 1952 года — 10 лишения свободы по ст. 102 п. «б» УК БССР и ст.1 ч.2 Указа ПВС СССР от 04.07.1947 года. Освобождившись условно-досрочно, 28 марта 1955 Сидоренко был приговорён к 25 годам лишения свободы по ст. 59 ч. 3 УК РСФСР. Осуждён 18 ноября 1960 года на 2 года по ст. 19, 82 ч. 1 УК РСФСР. Освобождён в 1971 году. 29 июня 1972 года осуждён на 4 года лишения свободы за совершение кражи. После очередного освобождения 6 мая 1976 года 9 ноября 1976 года приговорён к 5 годам лишения свободы за очередную кражу. Новая судимость — 16 апреля 1980 года Пермский областной суд осудил Сидоренко на 11 лет лишения свободы. 19 января 1981 года Соликамский городской суд приговорил Сидоренко к 15 годам лишения свободы по ст. 206 ч.2, 191, 41 УК РСФСР. Виктор Сидоренко освободился 11 августа 1995 года.
С 1992 по 1996 год Виктор Сидоренко короновал множество воров в законе.

### Дальнейшая судьба
6 августа 1996 года Виктор Сидоренко был убит в Челябинске в ходе конфликта с кавказскими бандитами. По официальной версии, во время отбывания своего последнего срока Сидоренко сдал сокамерника кавказца из-за неприязни по этнической принадлежности.
Похоронен 9 августа 1996 года на Митрофановском кладбище Челябинска. На похоронах присутствовали воры в законе Донцов А. С. (Толик Донец) и Азраков А. Г. (Леха Орский).

## Интересные факты
- Имел дружеские отношения с вором Асланом Усояном (Дедом Хасаном).